# 海峡両岸関係協会
海峡両岸関係協会（かいきょうりょうがんかんけいきょうかい、略称：海協会、ARATS）は、1991年12月16日に設立された、中華人民共和国政府の対台湾（中華民国）交渉窓口機関である。
国務院台湾事務弁公室が所管。台湾（中華民国）側のカウンターパートは海峡交流基金会（海基会）。
1987年に台湾住民の大陸訪問が解禁され、中台両岸間の民間交流が進展したのに伴い、中台間に生じる諸問題を処理するために、社会団体法人（社団法人）という形式で設立された。本会の目的は、「海峡両岸交流の促進、両岸関係の発展、祖国平和統一の実現」と規定されている。

## 歴代会長
1. 汪道涵（1991年12月－2005年12月）---元上海市長
2. 陳雲林（中国語版）（2008年－2013年4月）---元国務院台湾事務弁公室主任
3. 陳徳銘 (2013年4月ー2018年4月27日)---前中華人民共和国商務部部長
4. 張志軍 (2018年4月27日ー）---元国務院台湾事務弁公室主任